# Fisalaemin
Fisalaemin je tahikininski peptid dobijen iz Physalaemus žaba. On je blisko srodan sa supstancom P. Njegova struktura je prvi put utvrđena 1964.
Poput svih tahikinina, fisalaemin povećava salivaciju, i deluje kao potentan vazodilatator sa hipotenzivnim efektima.

## Literatura
1. ↑   уреди
2. ↑  Evan E. Bolton; Yanli Wang; Paul A. Thiessen; Stephen H. Bryant (2008). „Chapter 12 PubChem: Integrated Platform of Small Molecules and Biological Activities”. Annual Reports in Computational Chemistry. 4: 217—241. doi:10.1016/S1574-1400(08)00012-1.
3. ↑  Erspaemer V, Anastasi A, Bertaccini G, Cei JM (1964). „Structure and pharmacological actions of physalaemin, the main active polypeptide of the skin of Physalaemus fuscumaculatus”. Experientia. 20 (9): 489—90. PMID 5857249. doi:10.1007/BF02154064.
4. ↑  Anastasi A, Erspamer V, Cei JM (1964). „Isolation and amino acid sequence of physalaemin, the main active polypeptide of the skin of Physalaemus fuscumaculatus”. Arch Biochem Biophys. 108 (2): 341—8. PMID 14240587. doi:10.1016/0003-9861(64)90395-9.
5. ↑  Severini C, Improta G, Falconieri-Erspamer G, Salvadori S, Erspamer V (2002). „The tachykinin peptide family”. Pharmacol Rev. 54 (2): 285—322. PMID 12037144. doi:10.1124/pr.54.2.285. Free full text Архивирано на веб-сајту  (6. јун 2009)